# Rastislav Pavlikovský
Rastislav Pavlikovský (ur. 2 marca 1977 w Dubnicy nad Váhom) – słowacki hokeista, reprezentant Słowacji, olimpijczyk.
Jego brat Richard (ur. 1975) także został hokeistą.

## Kariera
- HC Dukla Trenczyn (1993-1997)
  -  Sault Ste. Marie Greyhounds (1995)
- Las Vegas Thunder (1997)
- Utah Grizzlies (1997-1998)
- Cincinnati Mighty Ducks (1998-1999)
- Cincinnati Cyclones (1998)
- Philadelphia Phantoms (1999-2000)
- Grand Rapids Griffins (2000)
- Jokerit (2000)
- HV71 (2000-2002)
- Houston Aeros (2002-2003)
- Leksand (2003-2004)
- Mora (2004-2005)
- MODO (2005-2006)
- ZSC Lions (2006-2008)
- Sibir Nowosybirsk (2008-2009)
- HC Litvínov (2009)
- Örebro (2009-2010)
- AIK (2010-2011)
- Mora (2011)
- AIK (2011-2012)
- Linköping (2012-2013)
- HC Dukla Trenczyn (2013)
- KalPa (2013-2014)
- MHK Dubnica nad Váhom (2016-2017)
- HC Dukla Trenczyn (2017)

Wychowanek klubu HC Dukla Trenczyn. W barwach tej drużyny grał w słowackiej ekstralidze. Występował krótkotrwale w kanadyjskich rozgrywkach juniorskich OHL
w ramach CHL. W drafcie NHL z 1998 został wybrany przez Ottawa Senators, po czym w tym samym roku wyjechał do USA, gdzie grał do 2000, lecz nie zadebiutował w NHL i grał zespołach farmerskich w AHL i IHL. Po powrocie do Europy przez kolejne lata grał w rozgrywkach szwedzkich Elitserien i Allsvenskan, fińskiej Liiga, szwajcarskiej NLA, rosyjskiej KHL oraz czeskiej ekstraligi.
Od września 2013 związany tymczasowym kontraktem z macierzystą Duklą Trenczyn (wraz z nim Ján Lašák, Richard Lintner, Róbert Petrovický). Od listopada 2013 zawodnik fińskiego klubu KalPa.
Uczestniczył w turniejach mistrzostw świata w 2002, 2004, 2006, 2009, na Zimowych Igrzyskach Olimpijskich 2002 oraz Pucharu Świata 2004.

## Sukcesy
Reprezentacyjne
- Awans do ME do lat 18 Grupy A: 1995
- Złoty medal mistrzostw świata: 2002

Klubowe
- Złoty medal mistrzostw Słowacji: 1994, 1997 z Duklą Trenczyn
- Srebrny medal mistrzostw Słowacji: 1995, 1996 z Duklą Trenczyn
- Puchar Tatrzański: 1996 z Duklą Trenczyn
- Mistrzostwo dywizji AHL: 2003 z Houston Aeros
- Mistrzostwo konferencji AHL: 2003 z Houston Aeros
- Norman R. „Bud” Poile Trophy: 2003 z Houston Aeros
- Puchar Caldera – mistrzostwo AHL: 2003 z Houston Aeros
- Złoty medal mistrzostw Szwajcarii: 2008 z ZSC Lions
- Złoty medal 2. ligi słowackiej: 2017 z MHK Dubnica nad Váhom

Indywidualne
- Mistrzostwa Europy juniorów do lat 18 w 1995:
  - Pierwsze miejsce w klasyfikacji strzelców turnieju: 8 goli
- Mistrzostwa świata juniorów do lat 20 w 1997:
  - Pierwsze miejsce w klasyfikacji asystentów turnieju: 7 asyst
- Sezon IHL 1997/1998:
  - Mecz Gwiazd

## Odznaczenia
- Krzyż Prezydenta Republiki Słowackiej I Stopnia – 2002[4]